# Command Ridge
Command Ridge (naursky Janor, 70 m n. m.) je kopec na ostrově Nauru v Mikronésii v jižním Pacifiku. Jedná se o nejvyšší bod ostrova i stejnojmenného státu. Kopec budovaný korálovým vápencem s ložisky fosfátů se nachází v jihozápadní části ostrova v distriktu Awo. Z vrcholu je výhled na jezero Buada.